# Joan E. Birenová
Joan E. Birenová nebo JEB (nepřechýleně Joan E. Biren; * 13. července 1944, Washington, DC) je americká feministická fotografka a filmařka. Dramatizuje životy LGBT lidí v kontextech, které sahají od zdravotnictví a pomoci po hurikánech až po Womyn's Music a antirasismus. Při portrétování vybízí sedící, aby jednali jako její „múza“, spíše než její „subjekt“. Birenová byla členkou The Furies Collective, krátkotrvající, ale vlivné lesbické komuny.

## Filmografie
Mezi filmy JEB patří No Secret Anymore: The Times of Del Martin and Phyllis Lyon; Removing the Barriers, využívané ke školení poskytovatelů zdravotní péče s cílem zlepšit služby lesbickým klientkám; snímky Women Organize! a Solidarity, Not Charity byly věnované na pomoc v New Orleans po hurikánu Katrina. Mezi další pozoruhodné filmy patří Lesbian Physicians on Practice, Pacienti a moc a For Love and For Life: The 1987 March on Washington for Lesbian and Gay Rights. První film je stále (2020) běžně promítán na lékařských fakultách po celé zemi a druhý byl vysílán ve veřejnoprávní televizi.
Birenová produkovala a režírovala snímek A Simple Matter of Justice, který dokumentoval pochod ve Washingtonu v roce 1993 za lesbická, gay a bi rovná práva a osvobození. Hodinový film se setkal s velkým ohlasem a byl zvolen „nejlepším videem“ na filmovém festivalu Reel Affirmations ve Washingtonu, DC. Pro výrobu tohoto dílu vytvořila Joan živý přenos šesti kamer, který současně vysílal záběry na velkých obrazovkách umístěných v National Mall a po celém světě.

## Raná kariéra: The Furies a fotografie
Joan navštěvovala Mount Holyoke College v South Hadley, Massachusetts, kde v roce 1966 získala bakalářský titul v oboru politologie. Později získala magisterský titul v oboru komunikace na Americké univerzitě ve Washingtonu, D.C. Po třech letech doktorského studia na Oxfordské univerzitě se Birenová vrátila domů do Ameriky. Zatímco pracovala v obchodě s fotoaparáty a v maloměstských novinách, začala se Birenová učit fotografickým dovednostem, které položily základ její budoucí kariéry.
Ve svých dvaceti letech Birenová a další, včetně Rity Mae Brown a Charlotte Bunch, založili Furies Collective, radikální experiment v lesbické feministické separatistické organizaci. Ačkoli kolektiv trval jen asi 18 měsíců, měl hluboký vliv na lesbické myšlení prostřednictvím svých novin The Furies a dalších publikací.
Bylo to v kolektivu, kde JEB začala rozvíjet své fotografické dovednosti. Jak řekla: "Potřebovala jsem vidět fotografie lesbiček." V 70. letech Birenová cestovala po Spojených státech, fotografovala lesby na ženských akcích jako jsou například: Michigan Womyn's Music Festival, demonstrace proti Ku Klux Klanu, spisovatelské workshopy, sportovní akce, komunity lesbických separatistů a pochody gay a lesbické hrdosti. "Kdekoli se shromáždily lesby, kde jsem mohla fotografovat, byla jsem tam." Počínaje rokem 1979 JEB cestovala po zemi a prezentovala svou diashow "Lesbické obrazy ve fotografii, 1850 do současnosti", také známou jako "The Dyke Show" pouze pro ženy. Její knihy Eye to Eye: Portraits of Lesbians (1979) a Making a Way: Lesbians Out Front (1987) přinesly do lesbických životů průlomové zviditelnění.
Vůbec první kniha JEB se jmenovala Z očí do očí: Portréty lesbiček (1979) a na svou dobu byla považována za revoluční dílo. Kniha představila sbírku fotografií JEB, které pořídila, zachycující lesby z různých prostředí a věku ve Spojených státech, které žijí svůj každodenní život. Fotografie, které byly součástí její knihy, zachycovaly lesbičky ve svých domovech, jak se objímají, vychovávají spolu rodinu a ukazují, že se milují. Spolu s fotografiemi JEB zahrnula svá jména a spisy svých osobních příběhů z každodenního života. Kniha byla znovu vydána v roce 2021 nakladatelstvím Anthology Editions s dalšími esejemi od umělkyně a spisovatelky Tee Corinne, bývalé fotbalistky Světového poháru Lori Lindseyové a fotografky Loly Flash.
Vizí umělkyně pro její knihu bylo změnit způsob, jakým společnost na lesbičky nahlížela, a umožnit lesbám, aby viděly, jak jsou v knize reprezentovány. < Vydání její knihy pomohlo s revolucí lesbického hnutí, která se odehrávala v 70. a 80. letech 20. století, což jí umožnilo cestovat do knihkupectví, která prodávala její práci, a dokonce i do univerzit, které žádaly JEB, aby o své knize zorganizovala přednášku a popsala proces psaní a natáčení jako lesbická feministická fotografka.
V roce 1997 uspořádala Univerzita George Washingtona retrospektivní výstavu práce JEB, Queerly Visible: 1971–1991, která později cestovala po celé zemi. V roce 2011 uspořádalo Leslie-Lohman Museum of Gay and Lesbian Art retrospektivní výstavu Lesbians Seeing Lesbians: Building Community in Early Feminist Photography.
Mezi její mentory patřily Audre Lorde a Barbara Deming. Řekla: "Sledovala jsem je a četla jsem, co napsali, a převedla jsem to do obrazů, které jsem potřebovala sdílet co nejvíce." Joan se ve svých fotografiích snažila vymanit z tradičních mocenských struktur spojených s fotografií. Raději používala termín „múza“ spíše než „subjekt“. Také se snažila se svými "múzami" komunikovat. Kdyby fotografovala nahou ženu, zeptala by se, jestli ženy chtějí, aby byla také nahá.
Ve snaze zajistit, aby se obrazy a pozitivní sebevyjádření objevovaly mimo to, co považovala za tradiční patriarchální místa, zahrnula Birenová svou práci do off our backs, The Washington Blade, Gay Community News a na mnoho LP alb a obalů knih.

## Kariéra
JEB po mnoho let cestovala po zemi a prezentovala své multiprojektorové prezentace a pořádala fotografické workshopy. Na začátku 90. let přešla od slideshow k filmové tvorbě. Oceněné filmy JEB byly k vidění na Sundance Channel a veřejnoprávních stanicích. Je prezidentkou neziskové společnosti Moonforce Media, která produkuje a distribuuje filmy a videa vyzývající lidi k práci pro sociální spravedlnost a uděluje cenu Tee A. Corinne, každoroční grant pro lesbické mediální tvůrce.
Dokumenty a vizuální materiály JEB jsou trvale archivovány v The Sophia Smith Collection, premiérové ženské historické sbírce, na Smith College. Mnoho z jejích fotografií se nachází v Library of Congress ve Washingtonu, DC Kromě toho The George Washington University uchovává sbírku fotografií použitých v Queerly Visible: 1971–1991.
Z orální historie Joan Birenová ve sbírce Rainbow History Project:
... Šlo mi o to fotografovat lidi, které ostatní nefotili, zviditelnit to, co bylo neviditelné... Vždy se snažím prezentovat celou rozmanitost naší komunity. To mám vždy na mysli při veškeré své práci. Hlavní myšlenka Furies je to, že tak krátkou dobu, jakou jsme existovali, jsme měli velký vliv. Ideologie byla velmi vlivná...
V roce 1995 se Birenová stala spolupracovnicí ženského institutu pro svobodu tisku (WIFP). WIFP je americká nezisková vydavatelská organizace. Organizace se snaží zvýšit komunikaci mezi ženami a propojit veřejnost s formami ženských médií.

## Publikace
- BIRENOVÁ, Joan E. Eye to eye : portraits of lesbians : photographs / by JEB ; with a foreword by Joan Nestle, and an introd. by Judith Schwarz.. Washington, D.C.: Glad Hag Books ; [Weatherby Lake, MO : distributed by Naiad Press], 1979. Dostupné online. ISBN 0960317600. S. 72.
- BIRENOVÁ, Joan E.; MINNIE BRUCE PRATT. Making a way: lesbians out front / fotografie: JEB (Joan E. Birenová); úvodní slovo: Minnie Bruce Pratt.. Washington, D.C.: Glad Hag Books ; San Francisco, CA: Distributed by Spinsters/Aunt Lute, 1987. ISBN 0960317619. S. 112.
- DEMING, Barbara; JOAN E. BIRENOVÁ. Prisons that could not hold / Barbara Demingová; úvod: Grace Paley; fotoesej: Joan E. Birenová.. San Francisco: Spinsters Ink, c. 1985. Dostupné online. ISBN 0933216157. S. 230.
- Queerly visible, 1971-1991 : the work of JEB (Joan E. Birenová): výstava v GW Gelman Library, září–listopad 1997.. [Washington]: Special Collections Department, the Gelman Library, the George Washington University, c. 1997.
- BIRENOVÁ, Joan E. Eye to Eye: Portraits of Lesbians. Brooklyn, NY: Anthology Editions, 2021. ISBN 978-1-944-86037-0. S. 88. (anglicky)